# Formica obtusopilosa
Formica obtusopilosa är en myrart som beskrevs av Carlo Emery 1893. Formica obtusopilosa ingår i släktet Formica och familjen myror. Inga underarter finns listade i Catalogue of Life.

## Bildgalleri

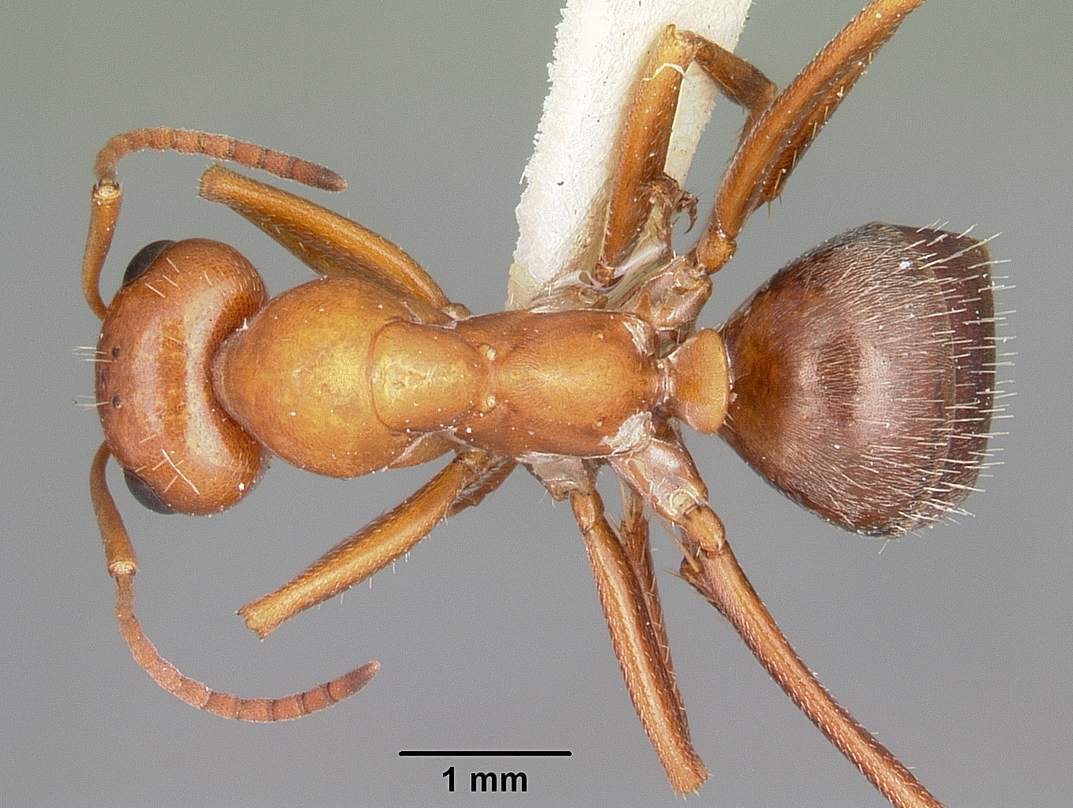
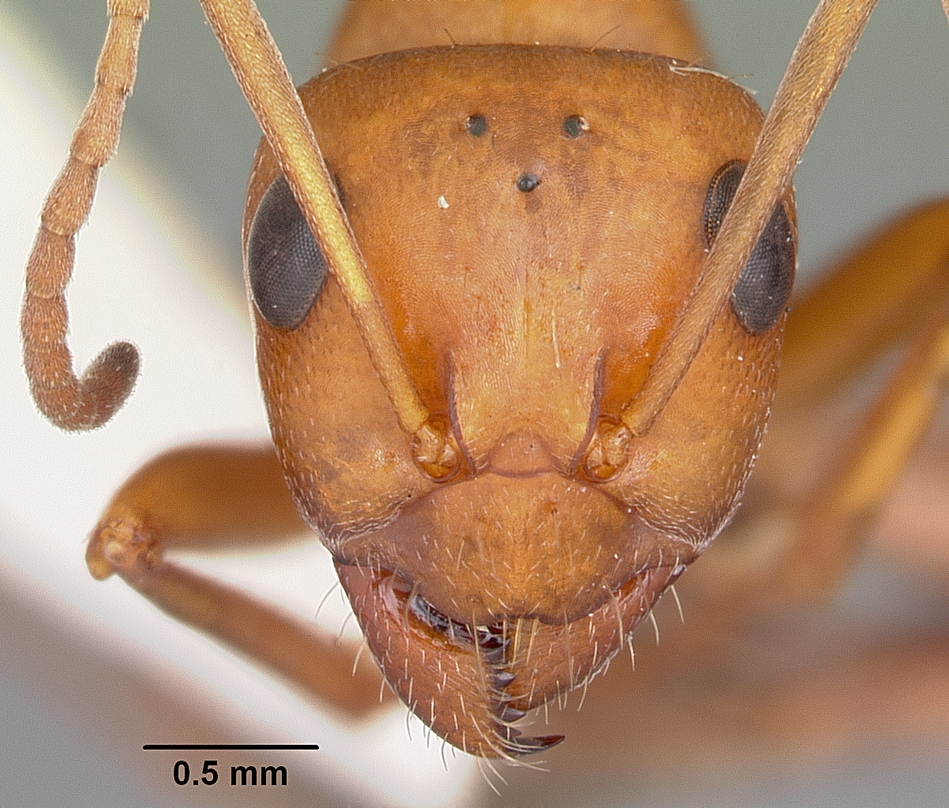
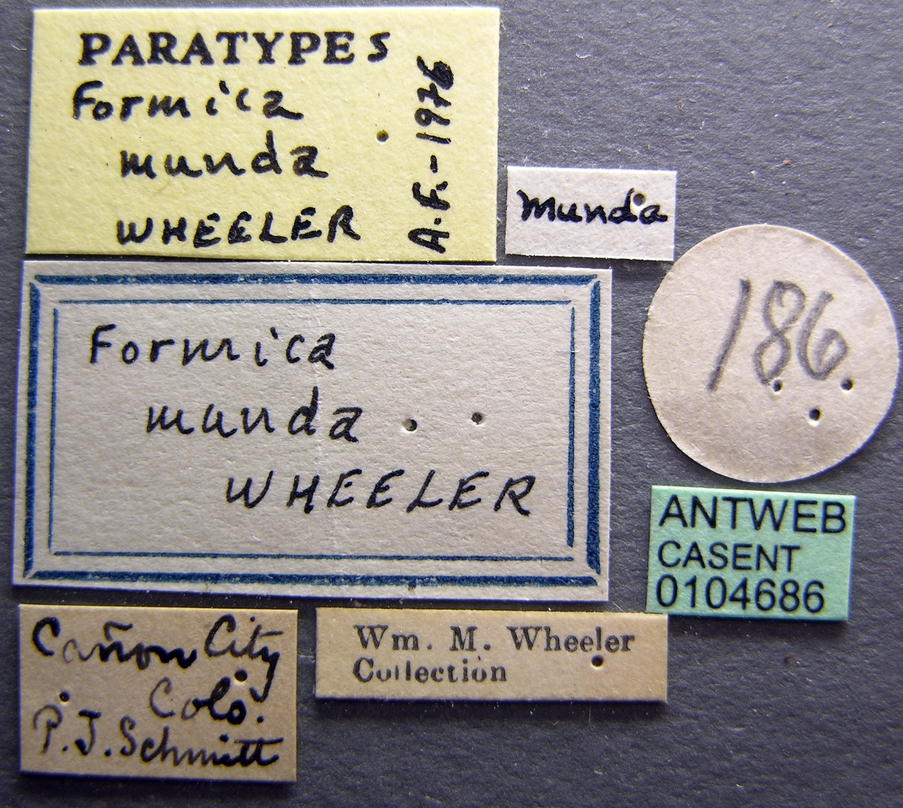
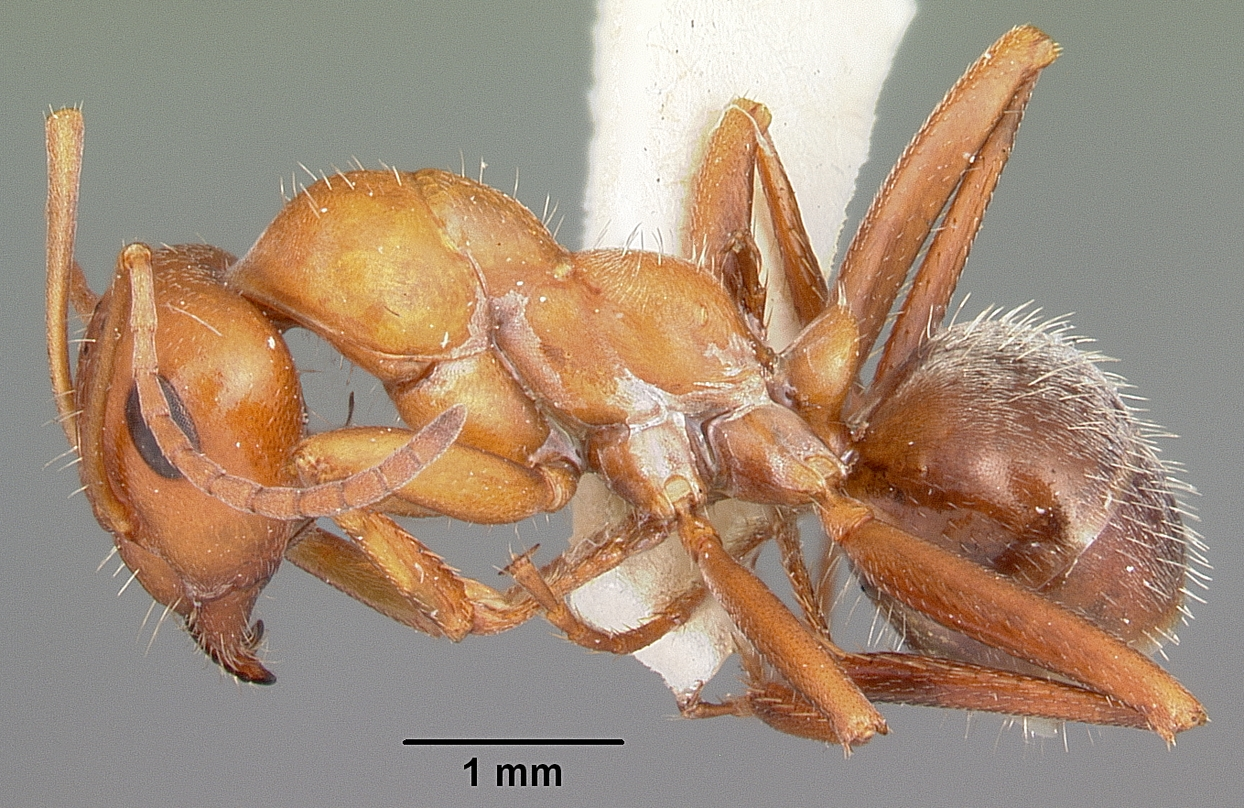
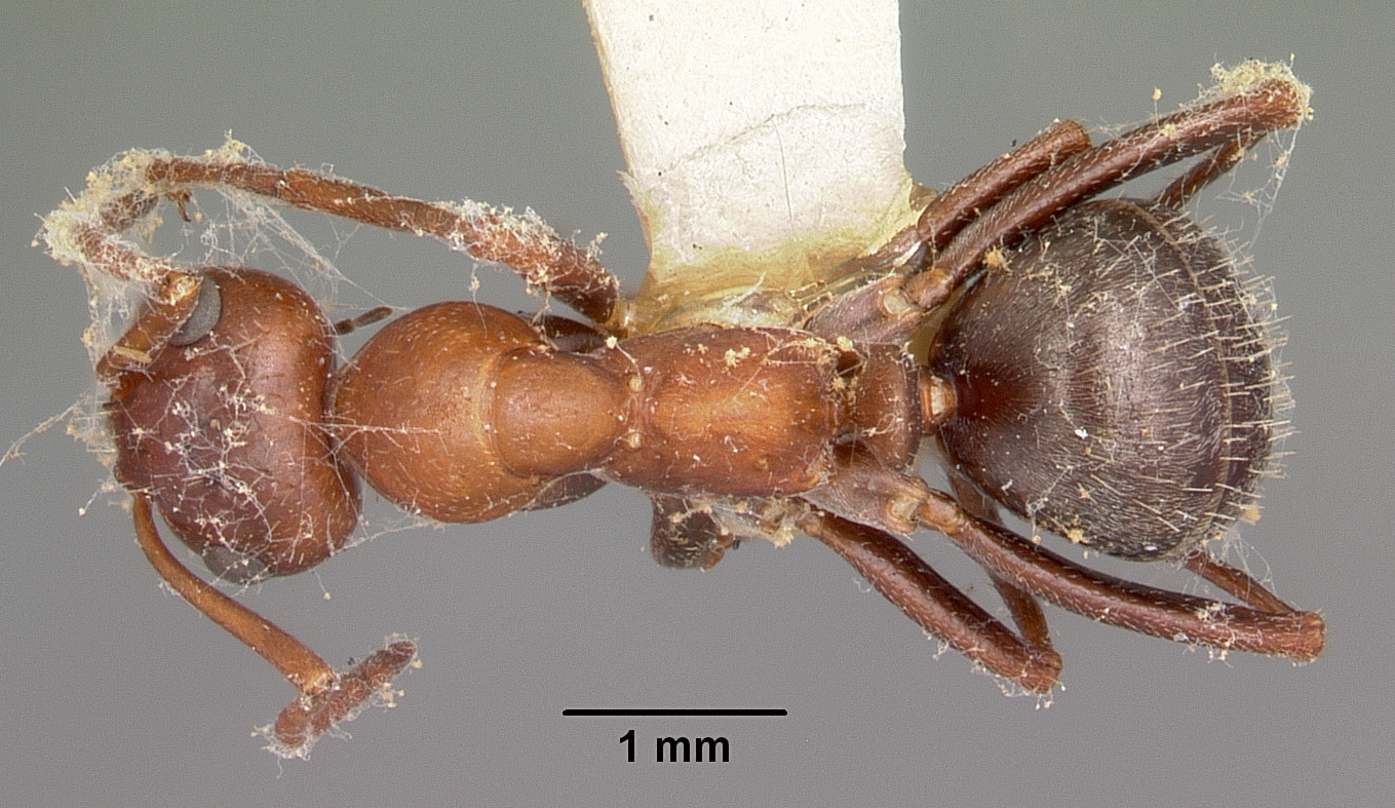
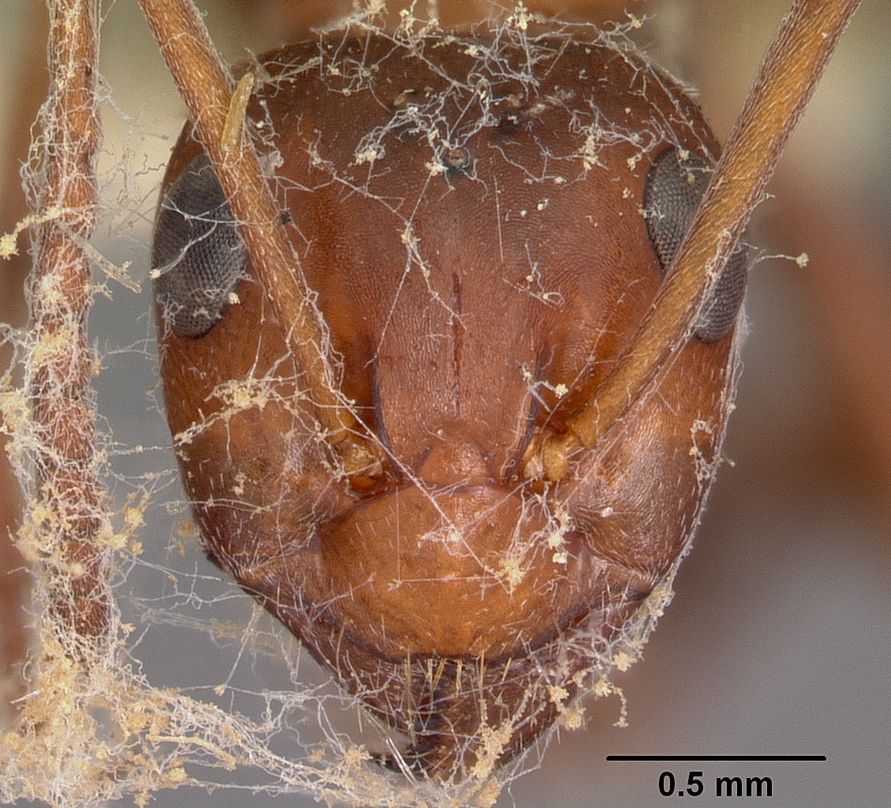